# Michał Rosa
Michał Rosa (Zabrze, 1963. szeptember 27. –) lengyel filmrendező és forgatókönyvíró. A Sziléziai Egyetem Rádió-és Televízióiskola Szakán diplomázott.

## Filmográfia
- "Rysa" 2008
- "Co słonko widziało" 2006
- "Cisza" 2001
- "Farba" 1998
- "Gorący czwartek" 1994